# Symbiotes duryi
Symbiotes duryi är en skalbaggsart som beskrevs av Willis Blatchley 1910. Symbiotes duryi ingår i släktet Symbiotes och familjen svampbaggar. Inga underarter finns listade i Catalogue of Life.